# Charles Konan Banny
Charles Konan Banny (1942 – Paris, 10 de setembro de 2021) foi um economista e político da Costa do Marfim, o qual serviu primeiro-ministro de seu país entre dezembro de 2005 e abril de 2007.

## Morte
Banny morreu em 10 de setembro de 2021 em Paris, aos 78 anos de idade, de complicações da COVID-19.